# باران زیبا
باران زیبا (انگلیسی: Beautiful Rain) یک سریال تلویزیونی ژاپنی و محصول سال ۲۰۱۲ است. این سریال دربارهٔ پدری است که به ناگهان به بیماری آلزایمز دچار می‌شود و این اتفاق خانواده اش را تحت تأثیر قرار می‌دهد.